# Sebastián Pérez Bouquet
Sebastián Pérez Bouquet Pérez (ur. 22 czerwca 2003 w Guadalajarze) – meksykański piłkarz występujący na pozycji ofensywnego pomocnika, od 2025 roku zawodnik Atlético San Luis.